# Gavin Ware
Gavin Elles Ware (Starkville (Misisipi), 19 de octubre de 1993) es un jugador de baloncesto estadounidense que pertenece a la plantilla del JDA Dijon de la LNB Pro A francesa. Con 2,08 metros de estatura, juega en la posición de ala-pívot.

## Trayectoria deportiva
Jugó durante cuatro temporadas con los Mississippi State Bulldogs y tras no ser elegido en el Draft de la NBA de 2016, fue incluido en la platilla de los Orlando Magic para disputar las Ligas de Verano de la NBA.
En julio de 2016 firmó contrato con el Antwerp Giants belga.
En julio de 2017 firmó contrato con el Paris-Levallois Basket de la Liga Nacional de Baloncesto de Francia para disputar la temporada 2017-18.
En la temporada 2018-19 jugó en las filas del JDA Dijon, en el que promedió 11.9 puntos y 4.8 rebotes por partido en la Jeep Elite y la BCL.
En la temporada 2019-20 se marcha a Japón para jugar en el Kumamoto Volters. 
El 14 de agosto de 2020 se anunció su incorporación al s.Oliver Würzburg de la Basketball Bundesliga. Sin embargo a principios de octubre fue remplazado por Mark Ogden.
En diciembre de 2020 firmó contrato con el BCM Gravelines de la Liga Nacional de Baloncesto de Francia hasta el final de la temporada 2020-21.
El 23 de junio de 2023, Ware firmó con Rizing Zephyr Fukuoka de la B.League.
OEl 28 de junio de 2024 regresó a las filas del JDA Dijon de la LNB Pro A.